# Незабитовский, Каэтан Любич
Каэтан Любич Незабитовский (лит. Kajetan Lubicz Niezabitowski; 1800, Кулаки, Тельшевский уезд — 1876, Варшава) — российский литовский филолог, писатель-публицист, переводчик, исследователь жемайтских диалектов и деятель жемайтской культуры.
Высшее образование получил в Виленском университете, окончив его со степенью магистра права. С 1835 года был чиновником в Министерстве просвещения, затем старшим цензором и начальником канцелярии в Варшавском цензурном комитете; впоследствии вышел в отставку. В 1835—1846 годах издавал «Kalendarz Powszechny». Выполнил множество переводов с живых языков.
В 1823 году был командирован для изучения литовско-жемайтских наречий; результаты его работы были напечатаны в 1829 году в «Dziennik’e» варшавском под заглавием «Rozmyślańia weiśniaka rolnika о narodach litewskich». В 1824 году издал «Naujas mokslas skaytima», литовско-жемайтскую азбуку с картинками и приложением хронологического обзора всех литовско-жемайтских и других прусских книг. Работал над составлением жемайтско-польского словаря, литовской грамматики и истории, оставшихся в рукописи (словарь хранился в варшавской университетской библиотеке).